# 环蕊科
环蕊科也叫环蕊木科或圆百部科，共有5属16-18种，全部生长在澳大利亚，分布在除北部以外的澳大利亚全境。
本科植物为小乔木或灌木，生长在干燥地区；单叶互生，叶子干燥发黄，小而细；花小，花瓣细长，是风媒花。

## 属
- 葵果木属 Codonocarpus
- 假二仙草属 Cypselocarpus
- Didymotheca
- 环蕊木属 Gyrostemon
- 触须果属 Tersonia
- 小触须果属 Walteranthus

1981年的克朗奎斯特分类法将其列入藜木目，属于五桠果亚纲，1998年根据基因亲缘关系分类的APG 分类法将其合并到十字花目中，2003年经过修订的APG II 分类法维持原分类。